# BANG!BANG!BANG!
「BANG!BANG!BANG!」（バン・バン・バン）は、SILENT SIRENの6枚目のシングル。2014年8月13日にドリーミュージックから発売される。

## 解説
- 「ビーサン」以来2作目のサマーソングである。
- ジャケット写真は初回限定盤として前作に続き、メンバー1人1人がメインとなった個人盤が4種、通常盤として1種の合計5形態で発売された。
- PVは、静岡県下田市で撮影された。
- オリコンシングルデイリーランキング2014年8月16日付で2位を獲得した。

## 収録曲
1. BANG!BANG!BANG!
作詞：あいにゃん、作曲：クボナオキ、編曲：samfree&クボナオキ
2. What show is it?
作詞：すぅ、作曲：クボナオキ、編曲：samfree&クボナオキ
3. Star Drops
作詞：あいにゃん、作曲：あいにゃん・samfree、編曲：samfree

初回限定生産盤のみ
1. すぅ SPECIAL TALK（すぅ盤）
2. ひなんちゅ SPECIAL TALK（ひなんちゅ盤）
3. あいにゃん SPECIAL TALK（あいにゃん盤）
4. ゆかるん SPECIAL TALK（ゆかるん盤）

タイアップ
- テレビ朝日系『musicる TV』7月度オープニングテーマ
- テレビ東京系『JAPAN COUNTDOWN』8月オープニングテーマ